# Sé (Funchal)
Sé es una freguesia portuguesa del concelho de Funchal, con 3,67 km² de superficie y 2.148 habitantes (2001). Su densidad de población es de 585,3 hab/km².